# Yixin
Yixin, książę Gong (恭親王, Gōng qīnwáng; ur. 11 stycznia 1833, zm. 29 maja 1898) – arystokrata mandżurski, książę.
Młodszy, przyrodni brat cesarza Xianfenga, syn cesarza Daoguanga i Xiao Jing. Otrzymał klasyczne wykształcenie konfucjańskie. Bardzo szybko zdobył sobie na dworze opinię zdolnego polityka i dyplomaty. Negocjator w rokowaniach pokojowych kończących II wojnę opiumową, podpisał traktaty pekińskie. Jeden z twórców Zongli Yamen i jej pierwszy przewodniczący (od 1861). Po śmierci brata uczestniczył w obaleniu Głównego Regenta, Su Shuna. Stał na czele Trybunału Rodu Cesarskiego, który w pokazowym procesie skazał go na karę śmierci. W uznaniu zasług otrzymał od nowej Głównej Regentki, cesarzowej Cixi, tytuły Księcia Krwi i Księcia Doradcy. W 1865 regentka praktycznie pozbawiła go wpływu na sprawy państwowe.
Mszcząc się za swoją marginalizację, w 1869 doprowadził do ścięcia ulubionego eunucha Cixi, An Dehai.
Wielokrotnie brał udział w ceremoniach składania ofiar Niebu w Tai Shan.